# Callambulyx versicolor
Callambulyx versicolor är en fjärilsart som beskrevs av Gehlen. 1941. Callambulyx versicolor ingår i släktet Callambulyx och familjen svärmare. Inga underarter finns listade i Catalogue of Life.